# Nijmegen Eendracht Combinatie
NEC Nijmegen (Nijmegen Eendracht Combinatie) é um clube de futebol holandês fundado em 15 de novembro de 1900. Sua sede fica na cidade de Nijmegen, na província da Guéldria. Mantém uma rivalidade forte com o Vitesse.
Seus jogos como mandante são realizados no Stadion de Goffert, com capacidade para 12.500 torcedores. Suas cores são verde, preto e vermelho e atualmente disputa a Eredivisie, a primeira divisão holandesa.

## Títulos

### Nacionais
- Eredivisie UC Play-Offs (Torneio Seletivo para Copa da UEFA): 2007-2008
- Eerste Divisie (Segunda divisão): 1974-1975, 2014-2015
- Tweede Divisie (Terceira divisão): 1963-1964
- 1ª Klasse (1ª Divisão Holandesa - Amador): 1938-1939, 1945-1946, 1946-1947
- 2ª Klasse (2ª Divisão Holandesa - Amador): 1928, 1929, 1931, 1934 e 1936.

### Torneios amistosos
- Den Helder Maritiem Toernooi: 2001 e 2002

 
|}